# Lacinularia elliptica
Lacinularia elliptica är en hjuldjursart som beskrevs av K.S. Shephard 1897. Lacinularia elliptica ingår i släktet Lacinularia och familjen Flosculariidae. Inga underarter finns listade i Catalogue of Life.